# 迪费陨石坑
迪费陨石坑(Dufay)是月球背面赤道区一座古老的撞击坑，约形成于酒海纪，其名称取自法国天文学家让·迪费(1896年-1967年)，1970年被国际天文联合会正式批准接受。

## 描述

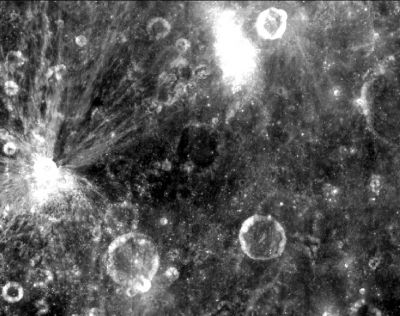
克莱门汀号飞船拍摄，图中间黑色的撞击坑为迪费陨石坑。

该陨坑西邻巨大的环壁平原-曼德尔施塔姆环形山；西北靠近帕帕列克西环形山；斯潘塞·琼斯环形山位于它的西北偏北；东北偏北为沙罗诺夫环形山；瓦利尔环形山坐落在它的东北偏东、东南偏南和西南方分别横亘着科里奥利环形山和芬宁·梅因纳斯环形山。该环形山的中心月面坐标为5°34′N 169°32′E / 5.57°N 169.54°E，
直径36.11公里，深度2.126公里。

迪费外观轮廓呈多边形状，因存续时间长而损毁严重。西南坑沿上横跨着一群小陨坑，内侧壁坡西北较东面和东南侧更宽阔；陨坑壁平均高出周边地形990米，内部容积约有943.40公里³。坑底表面较平坦，除散布着众多细小的陨坑外，别无其它典型的结构。

## 卫星陨石坑
按惯例，最靠近迪费陨石坑的卫星坑在月图上以字母标注在该坑中心点的旁边。
| 迪费 | 纬度    | 经度      | 直径      |
| ---- | ------- | --------- | --------- |
| A    | 9.33° N | 170.67° E | 17.01公里 |
| B    | 8.36° N | 171.17° E | 21.22公里 |
| D    | 6.26° N | 170.64° E | 27.91公里 |
| X    | 7.17° N | 168.75° E | 40.56公里 |
| Y    | 8.27° N | 168.63° E | 15.25公里 |

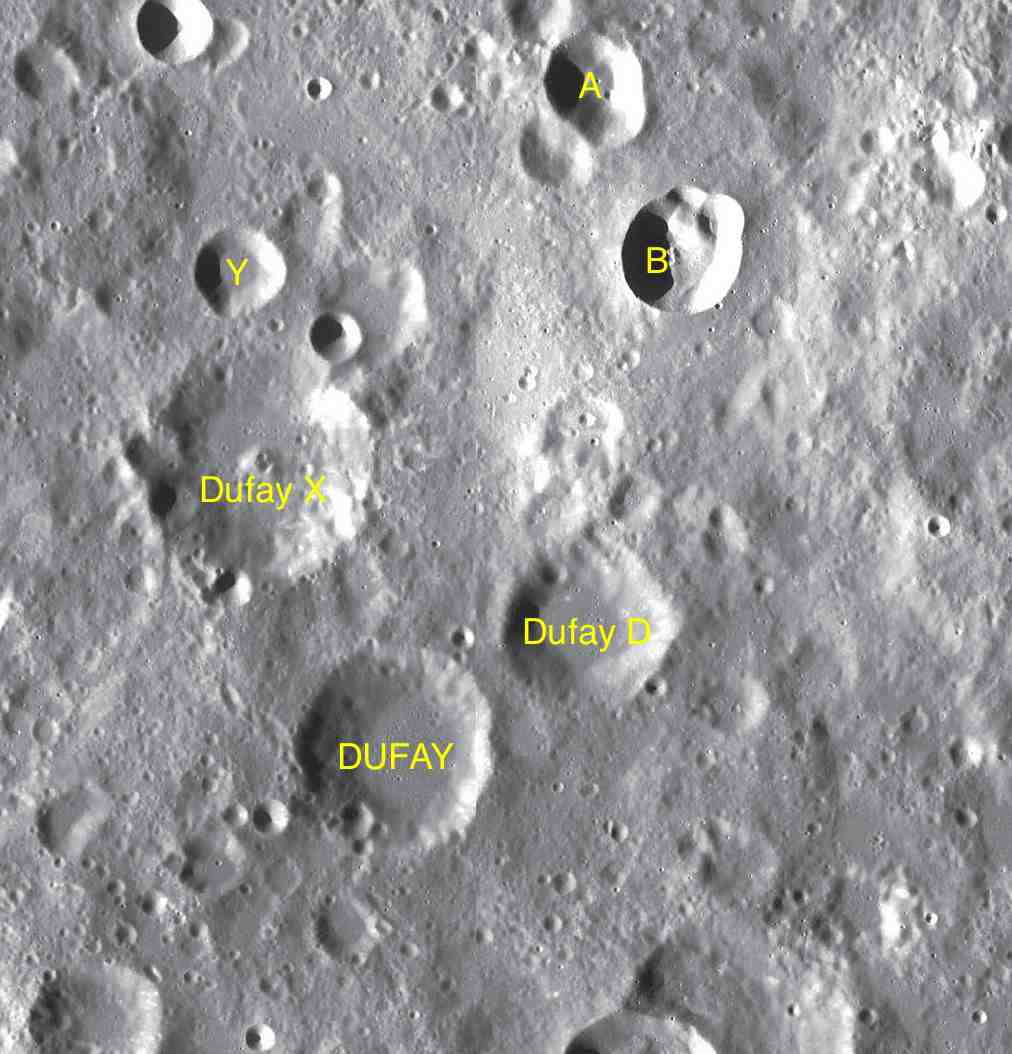
LAC-67和LAC-68月面地图.

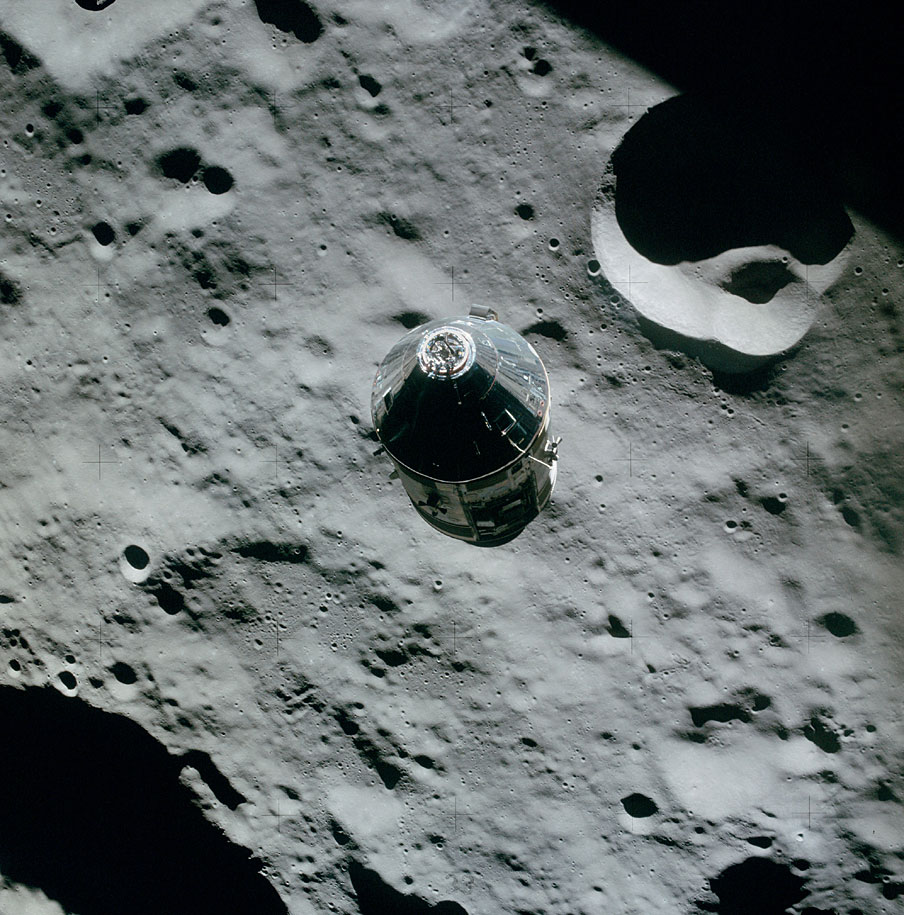
阿波罗16号指令舱正飞过卫星坑"迪费 B"上空(图中右上部)

- 卫星坑"迪费 D"形成于酒海纪[1]。